# Eitzen
La ville d’Eitzen est située dans le comté de Houston, dans l’État du Minnesota, aux États-Unis. Sa population s’élevait à 243 habitants lors du recensement de 2010, estimée à 260 habitants en 2016.